# Dipoena lindholmi
Dipoena lindholmi là một loài nhện trong họ Theridiidae.
Loài này thuộc chi Dipoena. Dipoena lindholmi được Embrik Strand miêu tả năm 1910.